# Ajaccio
Ajaccio ou, em português, Ajácio (AFI: [ajatʃo]; em corso: Aiacciu) é uma comuna francesa localizada na ilha (região) da Córsega, capital do departamento da Córsega do Sul (Corse-du-Sud) e de toda a Córsega. É a sede de uma diocese, e um grande centro turístico e comercial, sendo a cidade mais populosa da ilha. Em 2021, sua população foi estimada em 73.822 habitantes.
A cidade original entrou em declínio na Idade Média, mas começou a prosperar novamente após os genoveses construírem uma cidadela em 1492 ao sul do assentamento anterior. Depois que a República da Córsega foi declarada em 1755, os genoveses continuaram a controlar várias cidadelas, incluindo Ajaccio, até que os franceses assumissem o controle da ilha.
Os habitantes da comuna são conhecidos como Ajacciens ou Ajacciennes. O mais famoso deles é Napoleão Bonaparte, nascido em Ajaccio em 1769, e cujo antigo lar, a Casa-Museu Bonaparte, agora funciona como um museu.

## Geografia

### Localização
Ajaccio está localizada na costa oeste da ilha da Córsega, 210 milhas náuticas (390 km) a sudeste de Marselha. Ela ocupa uma posição abrigada no sopé das colinas arborizadas na costa norte do golfo homônimo. O porto fica a leste da cidade, e no sul é protegida por uma península.

### Urbanismo
Apesar da comuna de Ajaccio possuir uma área grande (82,03 km²), apenas uma pequena parte é urbanizada, sendo esta a área leste da comuna em uma estreita faixa costeira, formando um arco densamente povoado. A suburbanização ocorre norte e leste da principal área urbana.

### Clima
A cidade possui um clima mediterrâneo. A precipitação média anual é de 645,6 mm na estação meteorológica Campo dell'Oro e 523,9 mm na estação Parata, sendo assim o terceiro lugar mais seco da França Metropolitana. No outono e na primavera, podem ocorrer episódios de fortes chuvas, e os invernos são amenos com ocorrências raras de neve. Ajaccio é a cidade francesa que detém o recorde de número de tempestades no período de 1971 a 2000, com uma média de 39 dias de tempestade por ano.
No dia 14 de setembro de 2009, a cidade foi atingida por um tornado de intensidade F1 na escala Fujita, sem vítimas e com pequenos danos em janelas, telhas e carros.

## História
A atual cidade de Ajaccio situa-se a cerca de duas milhas (3 km) ao sul do seu lugar original, de onde foi transferida pelos genoveses em 1492. Ocupada de 1553 a 1559 pelos franceses, ela caiu de novo ao genovês após o Tratado de Cateau-Cambrésis no exercício posterior. A cidade passou definitivamente para o lado francês em 1768.

## Economia
A cidade é, com Bastia, o centro econômico, comercial e administrativo da Córsega. Sua área urbana de quase 90.000 habitantes está espalhada por uma grande parte da Córsega do Sul, e é voltada principalmente para o setor de serviços, que é de longe sua maior fonte de emprego.
O turismo é um dos aspectos mais vitais da economia, dividido entre o turismo à beira-mar do verão, o turismo cultural e a pesca. Um número de hotéis, variando de uma a cinco estrelas, estão presentes em toda a comuna.
Ajaccio é a sede da Câmara de Comércio e Indústria de Ajaccio e Córsega do Sul, a qual gerencia os portos de Ajaccio, Bonifacio, Porto-Vecchio, Propriano e a marina Tino Rossi. Também gerencia o aeroporto de Ajaccio e o de Figari, bem como o centro de convenções.

## Transportes
Ajaccio é servida principalmente pelo Aeroporto Napoleão Bonaparte, sede da Air Corsica, uma companhia aérea local. O aeroporto conecta Ajaccio a várias cidades da França continental, incluindo Paris, Marselha, e Nice.

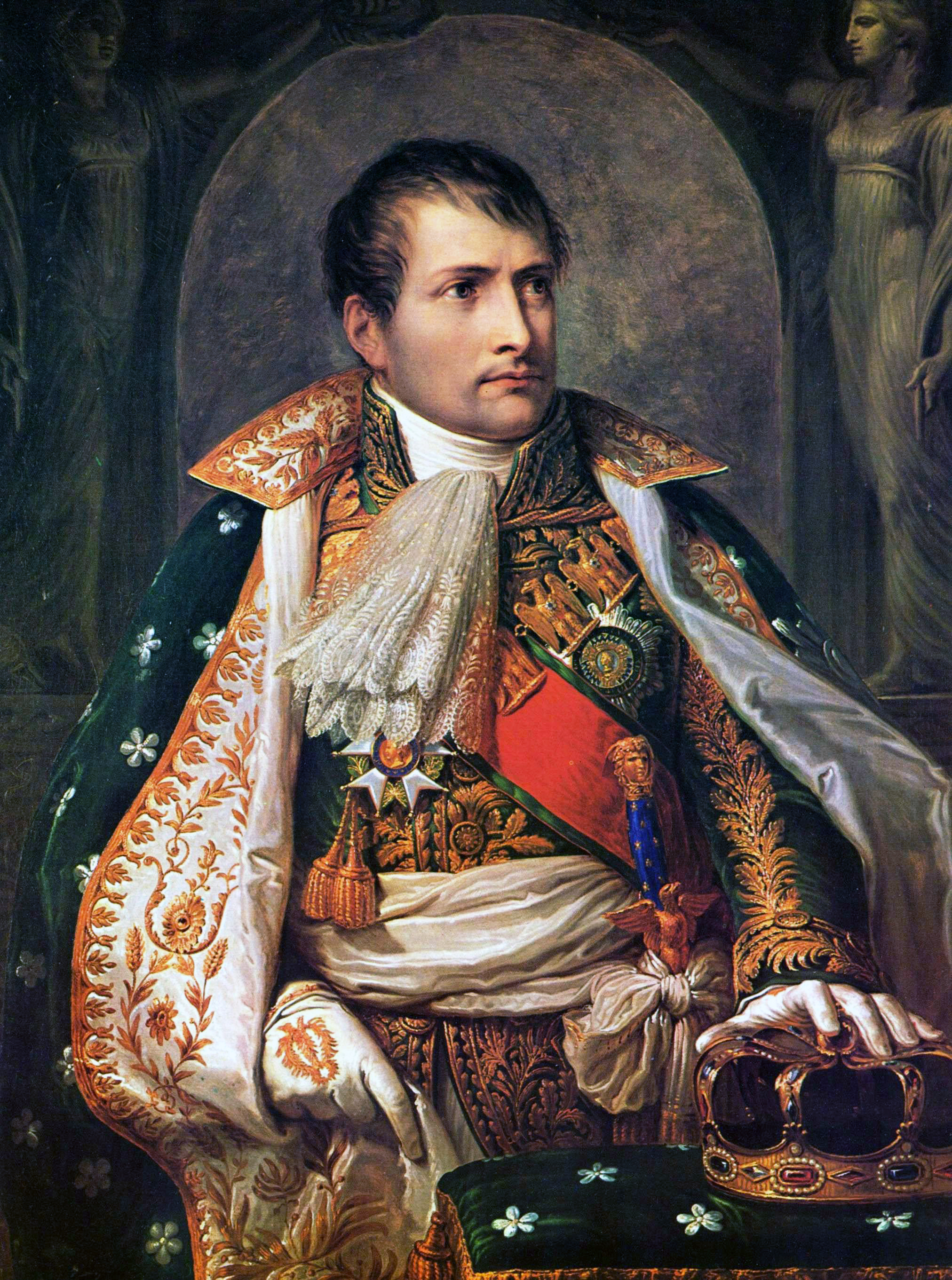
Napoleão Bonaparte.

## Personalidades
- Carlo Maria Bonaparte (1746–1785), político, pai de Napoleão Bonaparte;
- Joseph Fesch (1763-1839), cardeal;
- Napoleão Bonaparte (1769-1821), Imperador da França; A casa da família Bonaparte é hoje a Casa-Museu Bonaparte.
- Luciano Bonaparte (1775–1840), príncipe de Canino e Musignano, Ministro do Interior da França;
- Elisa Bonaparte (1777–1820), grã-duquesa da Toscânia;
- Luís Bonaparte (1778-1846), rei da Holanda;
- Carolina Bonaparte (1782–1839), rainha consorte de Nápoles;
- Jerónimo Bonaparte (1784–1860), rei de Vestfália.
- Irène Bordoni (1895-1953), cantora, atriz do teatro Broadway e cinema;
- Tino Rossi (1907-1983), cantor e ator;
- Michel Giacometti (1929-1990), etnomusicólogo que fez importantes recolhas em Portugal;
- Alizée Jacotey (1984-), cantora pop;
- Jean-Michel Cavalli (1957-), Treinador da equipa de futebol nacional da Argélia.

## Ligações Externas
- Site oficial da cidade de Ajaccio (em francês)
- Site oficial do turismo em Ajaccio (em francês)